# Комбефис, Франциск
Франциск Комбефиз (фр. François Combefis, ноябрь 1605, Марманд — 23 марта 1679, Париж) — французский доминиканец, один из наиболее видных членов учёной корпорации, издававшей в подлиннике и переводе греческие первоисточники византийской и иной древней истории.
Уроженец Бордо, он принял монашество в 20 лет и 10 лет был преподавателем философии и богословия; в 1640 году, переселившись в Париж и заняв должность проповедника в одном монастыре, он поставил перед собой задачу восстановления подлинного текста греческих отцов церкви и, при пособии от правительства, более 50-ти лет работая над этим делом, издал по рукописям творения Амфилохия Иконийского, Мефодия Тирского, Андрея Критского, Максима Исповедника; два тома дополнений к изданной ранее парижской коллекции святоотеческих творений: «Graeco Latinae Patrum bibliothecae novum auctarium», дополнение — auctarium novissimum; затем творения Василия Великого и множество первоисточников для истории Византии: «Originum Constantinopolitanum manipulus» (1664), хронику Феофана и Грамматика и др.